# Teagueia zeus
Teagueia zeus är en orkidéart som först beskrevs av Carlyle August Luer och Alexander Charles Hirtz, och fick sitt nu gällande namn av Olaf Gruss och Manfred Wolff. Teagueia zeus ingår i släktet Teagueia och familjen orkidéer. Inga underarter finns listade i Catalogue of Life.